# Busenaz Sürmeneli
Busenaz Sürmeneli (født 26. maj 1998) er en tyrkisk bokser.
Hun repræsenterede Tyrkiet under sommer-OL 2020 i Tokyo, hvor hun vandt guld i weltervægt.